# Myxidium oviforme
Myxidium oviforme is een microscopische parasiet uit de familie Myxidiidae. Myxidium oviforme werd in 1912 beschreven door Parisi. 